# Televisão na Moldávia
A televisão na Moldávia foi introduzida em 1956.
O seguinte é uma lista de canais de televisão transmitidos na Moldávia.

## Nacional
- Moldova 1 (estatal) - 1ª rede nacional
- Moldova 2 - 2ª rede nacional
- O Canal 2 (Moldávia) retransmite os programas anteriormente: Antena Internațional e Antena 1 (Roménia) agora: TVR 1 (Roménia) - 3ª rede nacional
- Prime (Moldávia) retransmite programas do Canal Um (ORT) (Rússia) - 4ª rede nacional
- Gagauz Radyo Televiziyonu retransmite programas de TRT Avaz (Turquia).
- A Transnístria 1 é o único canal na Transnístria que transmite programas em russo, ucraniano e romeno (utilizando o alfabeto cirílico).

## Regional
- Canal 3 (semi-nacional)
- Euro TV (Florești e Ștefan Vodă), retransmite programas da Antena 1 (Roménia)
- Muz-TV Moldova (semi-nacional), retransmite programas de Muz TV Music (Russia)
- Naional 4 (semi nacional)
- Pervyi Pridnestrovsky (Transnístria)
- ProTV Chișinău (nacional), retransmite programas da Pro TV (Romênia)
- Publika TV (semi-nacional)
- STS Mega (semi-nacional), retransmite programas de STS (Rússia)
- Super TV (semi-nacional), retransmite programas de SET (Rússia)
- TSV (Moldávia) (Transnístria)
- TV Gagauzia (Gagauzia), programas de retransmissão de TRT Avaz (Turquia)
- TV Pink (Moldávia) (semi nacional) (em breve)
- TV8 (Moldávia) (Chișinău e Bălți), retransmite programas da NTV (Rússia)
- Realitatea TV (semi-nacional)

## Local
- Albasat TV (Nisporeni), retransmite programas da Jurnal TV
- Art TV (Zubresti), retransmite programas de 1 Music Channel (Romênia)
- ATV (Comrat), retransmite programas de TVC21
- Bas TV (Basarabeasca), programas de retransmissão de Mir (Rússia)
- BTV (Bendery TV) (Tighina)
- Canal X (Briceni), retransmite programas da TV Moldova International
- Drochia TV (Drochia), retransmite programas da Jurnal TV
- Elita TV (Rezina, Orhei e Dubasari), retransmite programas da Jurnal TV
- Eni Ay (Comrat), programas de retransmissão da Mir (Rússia)
- Euronova (Ungheni), retransmite programas da Jurnal TV
- Impuls TV (Şoldăneşti), retransmite programas da TV Moldova International
- Media TV (Cimişlia), retransmite programas da Jurnal TV
- NTS (Taraclia), retransmite programas de Mir (Rússia)
- Rossiya-24 (Rîbnița), revezamento do canal de televisão da Rússia
- RTR Planeta (Slobozia), programas de retransmissão de Rossiya 1 (Rússia)
- Sor TV (Soroca)
- Studio L (Căuşeni), retransmite programas da Jurnal TV
- TV Balti (Bălți)
- TV Prim (Glodeni)
- TV5 France (Chișinău), revezamento do canal de televisão da França
- TV6 Balti (Bălți), retransmite programas de STS Mega

## Canais terrestres de tv a cabo e digitais
- Accent TV
- Alt TV
- Jurnal TV
- Noroc TV
- Perviy Kanal (Transnístria), retransmite programas do Canal Um (Rússia)
- RTR Moldova, programas de retransmissão de Rossiya 1 (Rússia)
- RU TV Moldova, retransmite programas da RU.TV (Rússia)
- TVC21

## Internacional
- TV Moldávia .. Internacional (estatal)